# 和田雄二
和田 雄二（わだ ゆうじ） は、日本の化学工学者。マイクロ波化学専攻。東京工業大学名誉教授。元日本電磁波エネルギー応用学会理事長。

## 人物・経歴
大分県別府市生まれ。川越育ち。埼玉県立川越高等学校を経て、1977年東京工業大学工学部化学工学科卒業。1979年東京工業大学大学院理工学研究科化学工学専攻博士前期課程修了。1983年東京工業大学大学院理工学研究科化学工学専攻博士後期課程修了、工学博士、フリッツ・ハーバー研究所客員研究員。1984年南イリノイ大学博士研究員。1985年東京工業大学工学部化学工学科助手着任。1991年大阪大学工学部プロセス工学専攻講師。同助教授を経て、1996年大阪大学大学院工学研究科助教授。2006年岡山大学大学院自然科学研究科教授。2007年東京工業大学大学院理工学研究科応用化学専攻教授、日本電磁波応用エネルギー学会副理事長。2008年日本化学会理事。2009年触媒学会理事。2012年日本電磁波エネルギー応用学会理事長。2014年日本学術振興会電磁波励起反応場第188委員会委員長。2015年日本電磁波エネルギー応用学会顧問。2016年東京工業大学物質理工学院長。2020年東京工業大学名誉教授。同年マイクロ波化学株式会社に参画。この間、江蘇大学客員教授、西南科技大学客員教授なども務めた。マイクロ波化学の第一人者。